# 1961年新加坡羽球公開賽
1961年新加坡羽毛球公開賽，為（早期）第2屆新加坡羽毛球公開賽。本屆賽事於1961年8月5日至8月7日在新加坡舉行。

## 優勝者
本屆各項目冠亞軍如下：
| 項目     | 冠軍          | 亞軍          |
| -------- | ------------- | ------------- |
| 男子單打 | 李金達        | 黃紹鈺        |
| 女子單打 | 王海倫        | 王潔絲        |
| 男子雙打 | 林羅伯 林偉鑾 | 王保林 陳貽權 |
| 女子雙打 | 王潔絲 翁南絲 | 魏金玉 王海倫 |